# Philippe Burty
Pour les articles homonymes, voir Burty.

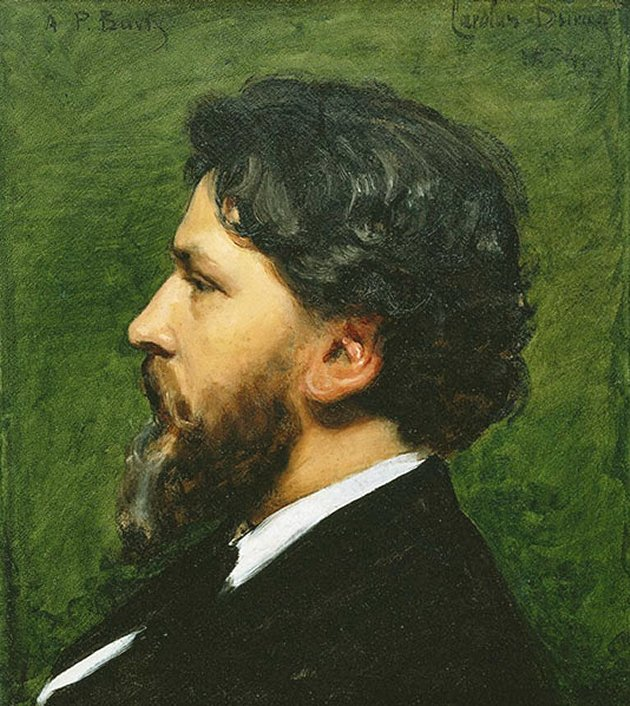
Carolus-Duran, Portrait de Philippe Burty (1874), Oberlin (Ohio), Allen Memorial Art Museum.

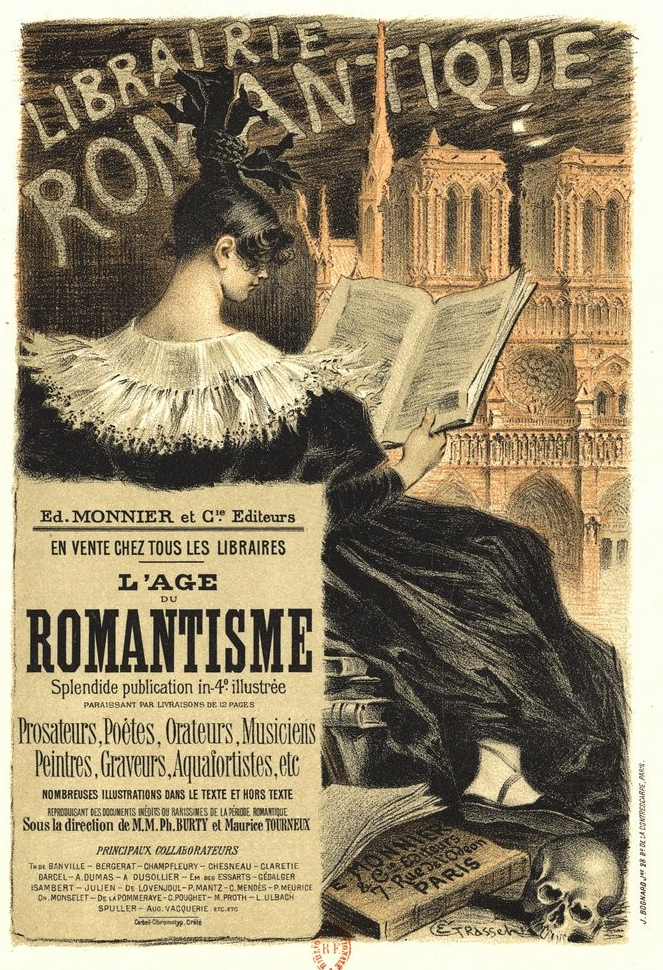
L'Âge du romantisme, album illustré co-dirigé par Burty et Maurice Tourneux, publié chez Ed. Monnier (1887).

Philippe Burty, né le 6 février 1830 à Paris et mort le 3 juin 1890 à Astaffort (Lot-et-Garonne), est un critique d'art, dessinateur, lithographe et collectionneur français.
Personnalité influente, il a, notamment, contribué à l'émergence du japonisme et à la renaissance de l'eau-forte et du livre illustré, soutenu les impressionnistes et publié la correspondance d'Eugène Delacroix.

## Biographie
Écrivain et critique d’art, Philippe Burty est aussi un collectionneur averti, un dessinateur et un lithographe. Il est le fils du Lyonnais Marin Burty (1789-1870), marchand de soierie. 
Collaborateur de la Gazette des beaux-arts dès sa fondation (1859), il y tient la chronique des arts et de la curiosité et s’efforce de faire partager à ses lecteurs son goût de l’estampe et de l’eau-forte. Entre autres artistes, il attire l'attention sur le talent de Frédérique O'Connell.
À la demande d'Eugène Delacroix, Burty participe avec Andrieu, Dauzats, Dutilleux, Schwiter, etc. au classement des dessins et des carnets de l'artiste qui furent ensuite dispersés en vente publique du 22 au 27 février 1864. C’est également Burty qui en rédigea le catalogue.
En 1869, il compose le recueil Sonnets et eaux-fortes pour l'éditeur Alphonse Lemerre, réunissant quarante-deux peintres-graveurs et quarante-deux poètes pour un ouvrage commun
Pendant la Commune de Paris, en 1871, journaliste au Rappel, il soutient l'action de la Fédération des artistes de Gustave Courbet. On lui doit divers articles sur Delacroix et la publication des lettres du peintre (1re édition, 1878 ; 2e édition revue et augmentée, 1880).
Durant les années 1870 et 1880, il fut l'éditeur de nombreux ouvrages et périodiques illustrés d'estampes, dont L'Eau forte en... (1874, 1875 et 1878) chez Cadart et le conseiller de nombreux marchands, par exemple du newyorkais Frederick Keppel.

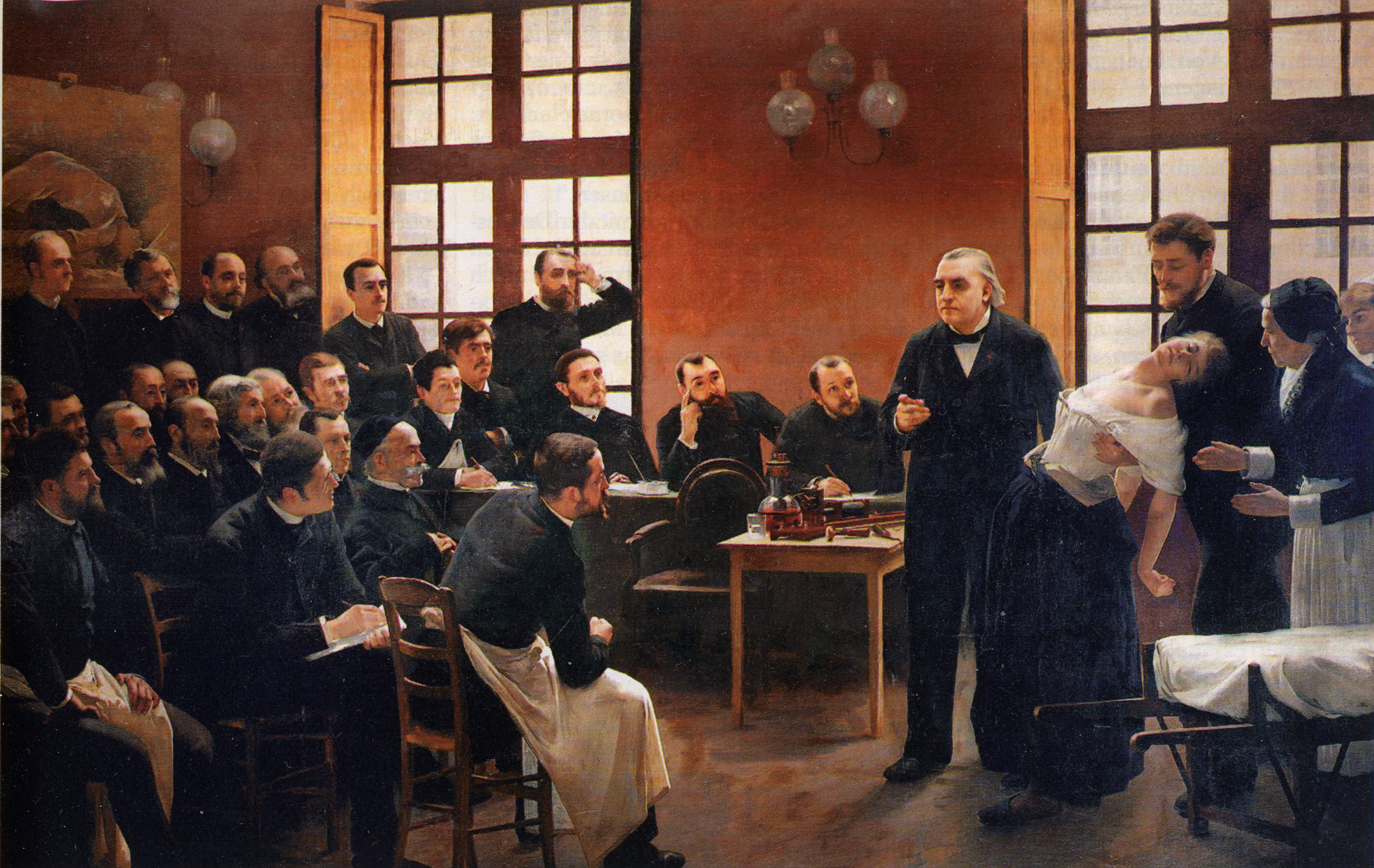
Philippe Burty assistant à une leçon clinique à la Salpêtrière de Jean-Martin Charcot (2e personnage, coin supérieur gauche).

## Vie privée
Sa fille Madeleine épouse le porcelainier Charles Edward Haviland, et il est le grand-père du photographe Paul Haviland et du peintre Frank Burty Haviland.

## Principales publications
Philippe Burty est l'auteur de plus de près de 150 publications artistiques (albums illustrés, catalogues, études critiques, etc.).

### Albums illustrés
- Sonnets et eaux-fortes, Paris, Alphonse Lemerre, 1869 ; tiré à 350 exemplaires dont 36 en souscription et signés, contenant 42 gravures apposées à 42 poèmes (En ligne sur Gallica).
- L'Eau-forte en..., album annuel de dizaines d'eaux fortes inédites par autant d'artistes, publié de 1874 à 1881, Paris, chez Alfred Cadart — En ligne sur Gallica.
- Japonisme, suite d'estampes gravées par Félix Buhot d'après la collection de Burty, Paris, Edmond Sagot, avril 1883.
- avec Maurice Tourneux : L'âge du romantisme, Paris, Monnier & cie, 1887-1888, 5 livraisons. (En ligne sur Gallica).

### Études critiques
- La Photographie au Palais des beaux-arts, Paris, J. Claye, 1859, 15 p. (article publié dans la Gazette des beaux-arts, 15 mai 1859)
- Catalogue de tableaux et dessins de l'école française, principalement du XVIIIe siècle, tirés de collections d'amateurs, Paris, 1860, 33 p. (En ligne sur Gallica).
- Chefs-d'oeuvre des arts industriels, Paris, P. Ducrocq, 1866, 598 p. (En ligne sur Gallica).
- Notice des études peintes par M. Théodore Rousseau exposées au Cercle des arts, Paris : librairie de l'Académie des bibliophiles, 1867, 46 p.
- Les émaux cloisonnés anciens et modernes, Paris, Martz, joaillier, 1868, 70 p. (En ligne sur Gallica).
- Eaux-fortes de Jules de Goncourt : notice et catalogue, Paris, Charles Delagrave, 1876, 4-XVIII-19 p. (En ligne sur Gallica).
- Maîtres et petits maîtres, Paris, G. Charpentier, 1877, 387 p. (En ligne sur Gallica).
- Lettres de Eugène Delacroix (1815 à 1863), Paris, Quantin, 1878, XX-391 p. (En ligne sur Gallica).

### Documentation
Une partie de ses  archives est conservée à l'Institut national d'histoire de l'art.